# Nikki Dial
Nikki Dial, née le 5 octobre 1973 à Érié, est une actrice pornographique américaine.

## Biographie
En deux ans, elle a participé à 77 films pour tous les studios connus dans le milieu du x, comme Vivid. Elle devient célèbre pour sa scène avec Rocco Siffredi.
Le groupe de rock canadien Dayglo Abortions lui a écrit une chanson en 1995 dans leur album "Little Man in the Canoe".
Elle a reçu deux XRCO Awards. Dial fait aussi des doublages de voix d'anime Hentai.

## Récompenses
- 1992 : XRCO Starlet of the Year
- 1994 : FOXE Female Fan Favorite
- 2008 : XRCO Hall of Fame

## Filmographie sélective
- Bachelorette Party #2 (1995)
- Nikki Dial: extreme close up (2001)
- Nikki Dial's Secrets of Sexcess (1996)
- Little Pepper #4: Nikki Dial (1994)
- Deep Throat Girls 1 (1994)
- More Dirty Debutantes 23 (1993)
- New Wave Hookers 3 (1993)
- Nikki at Night (1993)
- Nikki's Bon Voyage (1993)
- Nikki's Last Stand (1993)
- Nikki's Nightlife (1993)
- Positively Pagan 6 (1993)
- Deep Inside Nikki Dial (1993)
- Dial N Again (1993)
- Dial N for Nikki (1993)
- Breast Worx 33	(1992)
- Bubble Butts 11 (1992)
- Bubble Butts 7	(1992)
- Sodom and Gomorrah (1992)